# Wohn- und Wirtschaftsgebäude Weyerdeelen 1
Das Wohn- und Wirtschaftsgebäude Weyerdeelen 1 in der niedersächsischen Gemeinde Worpswede stammt vom Ende des 19. Jahrhunderts. Aktuell (2025) wird es auch zum Wohnen, als Ferienhof und Praxis genutzt.
Das Gebäude steht unter Denkmalschutz. Siehe auch Liste der Baudenkmale in Worpswede.

## Geschichte und Beschreibung
Das eingeschossige giebelständige Zweiständer-Hallenhaus in Fachwerk mit Steinausfachung, mit reetgedecktem Krüppelwalmdach, Uhlenloch und Grooter Door mit geradem Abschluss wurde um 1790 gebaut.
Das Landesdenkmalamt befand u. a.: „… ein regionstypisches Hallenhaus des 18. Jahrhunderts …“